# 周婉婷
周婉婷（英文：Crystal Chow ，1990年9月25日—），出生於香港，是2008年亞洲小姐、模特兒和演員，目前也是位企业家和著名的專業撲克女玩家。她畢業於香港浸會大學、會計及金融學碩士學位。Crystal周婉婷曾於2007年，参加名模艺人Angelababy和熊黛林寻找模特儿新接班人的《海港城STYLE Model Hunt模特儿大赛》，得到了傳媒的关注，并封為“港版孫藝珍”，是模特儿大赛大热门之一。同年，她获得机会参演著名歌手李克勤的《相爱无门》MV，在音乐视频里与男主角激吻演出。2008年，周婉婷以大热之态入围亞洲小姐13强，并開始跨足影視娛樂產業。由腾讯影业高级制片人谢煬执导的电影小品《愛.尋找》是周婉婷的出道作品，饰演寻找梦想与幸福的少女张雯雯。周婉婷曾參演香港TVB多部劇集包括《家好月圓》、《同事三分親》、《老婆大人2》、《真心英雄2》、《美麗高解像》等等。在电影方面，参与演出的有《大四喜》、《入鐵籠》、《操控》和《枪口下》。

## 簡介

### 事业发展
周婉婷在以演员的身份出道前，其实已经在选美界与模特界内小有名气。2007年，周婉婷还在念书时期，偶然看见Angelababy和熊黛林携手通过所属的模特儿公司STYLE合办的模特儿大赛，寻找新接班人的宣传新闻。她觉得挺有趣，于是在玩票性质的状态下参加《第二届海港城STYLE Model Hunt模特儿大赛》。周婉婷以亲和力的外貌，较好的身材，让她相当受大众的欢迎与好奇，并封為“港版孫藝珍”，立即成为平面广告模特儿，也接下很多的杂志广告拍摄。
2008年，周婉婷在亞洲小姐比赛表现出色，得到影视圈制作人的青睐，获得机会参与香港TVB电视剧的演出，包括《家好月圓》、《同事三分親》、《老婆大人2》、《真心英雄2》、《美麗高解像》。同时，她也陆续获得电影工作的演出机会，参演由陈百祥、黄宗泽等主演的喜剧片《大四喜》。
后来，周婉婷把事业重心放在金融投资上，於2012年離開演藝界，加入香港匯豐銀行中環分行擔任投資顧問。除此之外，她也踏足商业界成为现时女性企业家，拓展商業版圖，不仅擁有數家私人投資公司，亦與友人合資開設數家餐館，包括茶聊Tearapy、長阪燒Nagasakayaki 和淥鼎記 Grand Ding House。
2019年，周婉婷经香港著名编剧、监制与导演的梁鸿华推荐，再次回归演藝界，参演香港運動片《入鐵籠》。電影改篇自九龍柔術拳館教練熊迪欣的真人真事，并由馬志威、楊柳青、葛民輝、元秋等主演。她也在电影《操控》获得相当重的戏份，与艺人徐伟栋有多场对手戏，饰演他戏里的老婆。

## 演出经验

### 电影
| 年度   | 片名    | 飾演                 |
| ------ | ------- | -------------------- |
| 2007年 | 愛.尋找 | 张雯雯               |
| 2008年 | 大四喜  |                      |
| 2019年 | 入鐵籠  | 堅持女友及陳樂風妹妹 |
| 2019年 | 操控    | 龍嫂                 |
| 2022年 | 枪口下  | 陳姑姐               |

### 电视剧
| 年度   | 片名       | 播放平台 |
| ------ | ---------- | -------- |
| 2007年 | 同事三分親 | TVB      |
| 2008年 | 家好月圓   | TVB      |
| 2009年 | 老婆大人2  | TVB      |
| 2009年 | 美麗高解像 | TVB      |

### MV
- 2009年：李克勤 MV <<相愛無門>>  [6]

### 广告
- 2008年：奇幻世紀電視廣告 [7]

### 宣传片
- 2008年：TVB 畢打自己人 [8]